# 島田英次郎
島田 英次郎（しまだ えいじろう、12月18日 - ）は、日本の漫画家。三重県出身。男性。血液型はO型。
1993年に「Soul Slap」でデビュー。その後は『週刊少年マガジン』誌上で「伊達グルーヴ」や「サッカーけるける団」などを連載していたがいずれも短期で終了している。
『マガジンSPECIAL』誌上で「お憑かれさん」を連載のほか、『週刊少年マガジン』において作者急病などによりページが空いてしまった場合の穴埋めとして不定期連載を行なっていた。
現在はヤングキングにて庶民派グルメ漫画「オレは今どうしてもアレが食いたいんだ」を不定期連載中。

## 主な作品リスト
- Soul Slap（ミスターマガジン、全1巻）
- 放浪見聞録（月刊電撃コミックガオ!、全1巻）
- 伊達グルーヴ（全2巻）
  - 伊達グルーヴ（連載、週刊少年マガジン、2000年20号 - 34号）
  - プラウドマン（読切、週刊少年マガジン、1998年1号）
- サッカーけるける団（全1巻）
  - サッカーけるける団（連載、週刊少年マガジン、全12話）
- お憑かれさん、新お憑かれさん（マガジンSPECIAL、全8巻）
- オレは今どうしてもアレが食いたいんだ（ヤングキング、不定期連載）
- ばくばく!バクチごはん（連載、原作担当、イブニング、2016年18号 - 2017年21号、全3巻）[1]
- BOOZE＆SWEETS～酒と菓子の日々～（連載、原作担当、コミックDAYS、2022年2月13日 - 2023年1月8日、全2巻）

## 逸話
- 1997年の週刊少年マガジン新人漫画賞の特選を受賞している。特選を受賞するのは非常に難しく、2014年現在の他の受賞者は島田とコータローまかりとおる!の蛭田達也ほか2名と非常に少ない。
- 女性キャラクターの一人称を「アタシ」とする事が多い。また、作品内や単行本の書き下ろしページなどで、頻繁に自虐ネタを使う。
- かなりの酒好きおよびギャンブル好きである。『もう、しませんから。』では寺合宿の時にビールを持ち込んでいる姿が描かれ、ギャンブル癖が直るよう修行したが直ることはなかった。
- 原稿を届けることを面倒くさがった島田が酒屋でとなりの女性が東京へ行くという会話をしていたため、ついでに原稿を届けてもらうようお願いしたことがある。その後その女性と交際を開始し、最終的に結婚している。